# 达伦·洛
达伦·洛（英語：Darren Lowe，1960年10月13日—），加拿大前男子冰球运动员，场上位置是前锋。他曾代表加拿大国家队参加1984年冬季奥林匹克运动会冰球比赛，获得第4名。